# Lega a memoria di forma
Una lega a memoria di forma (LMF, Shape Memory Alloys, SMA, memoria metallica) è una lega metallica che "mantiene la memoria" della sua forma, riacquisendola quando viene surriscaldata. Questa caratteristica, unita all'effetto superelastico delle LMF, ne ha diffuso l'uso in ambito industriale.
La prima registrazione del fenomeno risale al 1932, quando Chang e Read, analizzando una lega di oro e cadmio, notarono che il materiale, facilmente deformabile fino a una certa temperatura, subiva oltre quella una modifica della struttura cristallina, con conseguente riacquisizione della forma originaria. Nel 1963 William Buehler osservò la stessa caratteristica nella lega nichel-titanio (poi ribattezzata Nitinol). I vantaggi delle leghe Ni-Ti sono: 
- maggiore deformazione recuperabile (8% contro il 4-5%) 
- stabilità termica 
- miglior resistenza alla corrosione
- maggior duttilità (soprattutto in fase martensitica) 
Successivamente, la ricerca scientifica sulle LMF fu ampliata, estendendosi allo studio del rame e successivamente delle leghe di quest'ultimo materiale con alluminio e nichel e con alluminio e zinco, alle quali si è aggiunta la lega ferro-manganese-silicio.
I risultati più promettenti e con proprietà applicativamente interessanti sono tuttavia le leghe Cu-Zn-Al e Cu-Al-Ni.I loro vantaggi sono:
- minor costo
- fondibili ed estrudibili all'aria
- maggiori possibilità di variazione delle temperature di trasformazione